# Curveulima indiscreta
Curveulima indiscreta is een slakkensoort uit de familie van de Eulimidae. De wetenschappelijke naam van de soort is voor het eerst geldig gepubliceerd in 1898 door Tate.